# Solenanthus strictissimus
Solenanthus strictissimus är en strävbladig växtart som beskrevs av August Brand. Solenanthus strictissimus ingår i släktet Solenanthus och familjen strävbladiga växter. Inga underarter finns listade i Catalogue of Life.